# Kabinett Koizumi II
Das zweite Kabinett Koizumi (jap. 第2次小泉内閣, dainiji Koizumi naikaku) regierte Japan unter Führung von Premierminister Jun’ichirō Koizumi vom 19. November 2003 bis zu einer Kabinettsumbildung am 27. September 2004. Die LDP hatte bei der Shūgiin-Wahl 2003 ihre absolute Mehrheit im Shūgiin zwar verloren, Koizumi konnte jedoch mit der Unterstützung der Koalitionspartner Kōmeitō und Neue Konservative Partei (welche schon zwei Tage nach der Ernennung des Kabinetts mit der LDP fusionierte) weiterregieren. Bei der Sangiin-Wahl im Juli 2004 erhielt die LDP erstmals weniger Stimmen als die Demokratische Partei und verlor auch im Sangiin die absolute Mehrheit, auch hier erreichte sie Koizumi nur mithilfe der Komeitō und lehnte gleichzeitig Rücktrittsforderungen ab.

## Staatsminister
| Amt | Name                           | Bild               | Partei    | Faktion   |
| --- | ------------------------------ | ------------------ | --------- | --------- |
| Premierminister | Jun’ichirō Koizumi             | Jun’ichirō Koizumi | LDP       | (Mori)    |
| Minister für Innere Angelegenheiten und Kommunikation | Tarō Asō                       | Tarō Asō           | LDP       | Kōno      |
| Justizminister | Daizō Nozawa                   | Daizō Nozawa       | LDP       | Mori      |
| Außenministerin | Yoriko Kawaguchi               | Yoriko Kawaguchi   | LDP       | —         |
| Finanzminister | Sadakazu Tanigaki              | Sadakazu Tanigaki  | LDP       | Ozato     |
| Minister für Bildung, Kultur, Sport, Wissenschaft und Technologie | Takeo Kawamura                 | Takeo Kawamura     | LDP       | Hashimoto |
| Minister für Gesundheit, Arbeit und Soziales | Chikara Sakaguchi              | Chikara Sakaguchi  | Kōmeitō   | —         |
| Minister für Landwirtschaft, Forsten und Fischerei | Yoshiyuki Kamei                | Yoshiyuki Kamei    | LDP       | Yamasaki  |
| Minister für Wirtschaft, Handel und Industrie zuständig für die Weltausstellung                                                                                                 | Shōichi Nakagawa               | Shōichi Nakagawa   | LDP       | Kamei     |
| Minister für Land, Infrastruktur und Transport zuständig für die Übertragung von Hauptstadtfunktionen und Tourismus                                                             | Nobuteru Ishihara              | Nobuteru Ishihara  | LDP       | —         |
| Umweltministerin zuständig für globale Umweltfragen | Yuriko Koike                   | Yuriko Koike       | LDP       | Mori      |
| Chefkabinettssekretär Staatsminister für Geschlechtergleichstellung | Yasuo Fukuda bis 7. Mai 2004   | Yasuo Fukuda       | LDP       | Mori      |
| Chefkabinettssekretär Staatsminister für Geschlechtergleichstellung | Hiroyuki Hosoda ab 7. Mai 2004 | Hiroyuki Hosoda    | LDP       | Mori      |
| Vorsitzende der Nationalen Kommission für Öffentliche Sicherheit Staatsministerin für die Erziehung der Jugend und die Bekämpfung des Geburtenrückgangs, Lebensmittelsicherheit | Kiyoko Ono                     | Kiyoko Ono         | LDP       | Kamei     |
| Leiter der Verteidigungsbehörde | Shigeru Ishiba                 | Shigeru Ishiba     | LDP       | Hashimoto |
| Staatsminister für Angelegenheiten von Okinawa und der Nördlichen Territorien, Datenschutz, Wissenschafts- und Technologiepolitik zuständig für IT-Politik                      | Toshimitsu Motegi              | Toshimitsu Motegi  | LDP       | Hashimoto |
| Staatsminister für den Finanzsektor, Wirtschafts- und Steuerpolitik | Heizō Takenaka                 | Heizō Takenaka     | LDP       | —         |
| Staatsminister für Deregulierung, Wiederbelebung der Industrie zuständig für Verwaltungsreform, Strukturreform in Sonderbereichen, Regionalreform                               | Kazuyoshi Kaneko               | Kazuyoshi Kaneko   | LDP       | Horiuchi  |
| Staatsminister für Katastrophenmanagement Staatsminister für Nationale Notstandsgesetzgebung                                                                                    | Kiichi Inoue                   | Kiichi Inoue       | NKP → LDP | — → Nikai |

Anmerkung: Der Premierminister gehört während seiner Amtszeit offiziell keiner Faktion an.

## Rücktritt
- Kabinettssekretär Fukuda trat wegen eines Skandals um versäumte Einzahlung in das staatliche Rentensystem, in den auch Premierminister Koizumi und eine Reihe weiterer Regierungs- und Oppositionspolitiker involviert waren, als einziger betroffener Minister zurück.[2]